# Premier Manager
Premier Manager è un videogioco di calcio sviluppato dalla Realms of Fantasy e pubblicato dalla Gremlin Interactive nel 1992 per computer e nel 1995 per console. Il gioco permette all'utente di gestire una squadra di calcio dal punto di vista organizzativo e di controllare i singoli giocatori durante le partite di campionato.